# Masaki Kano

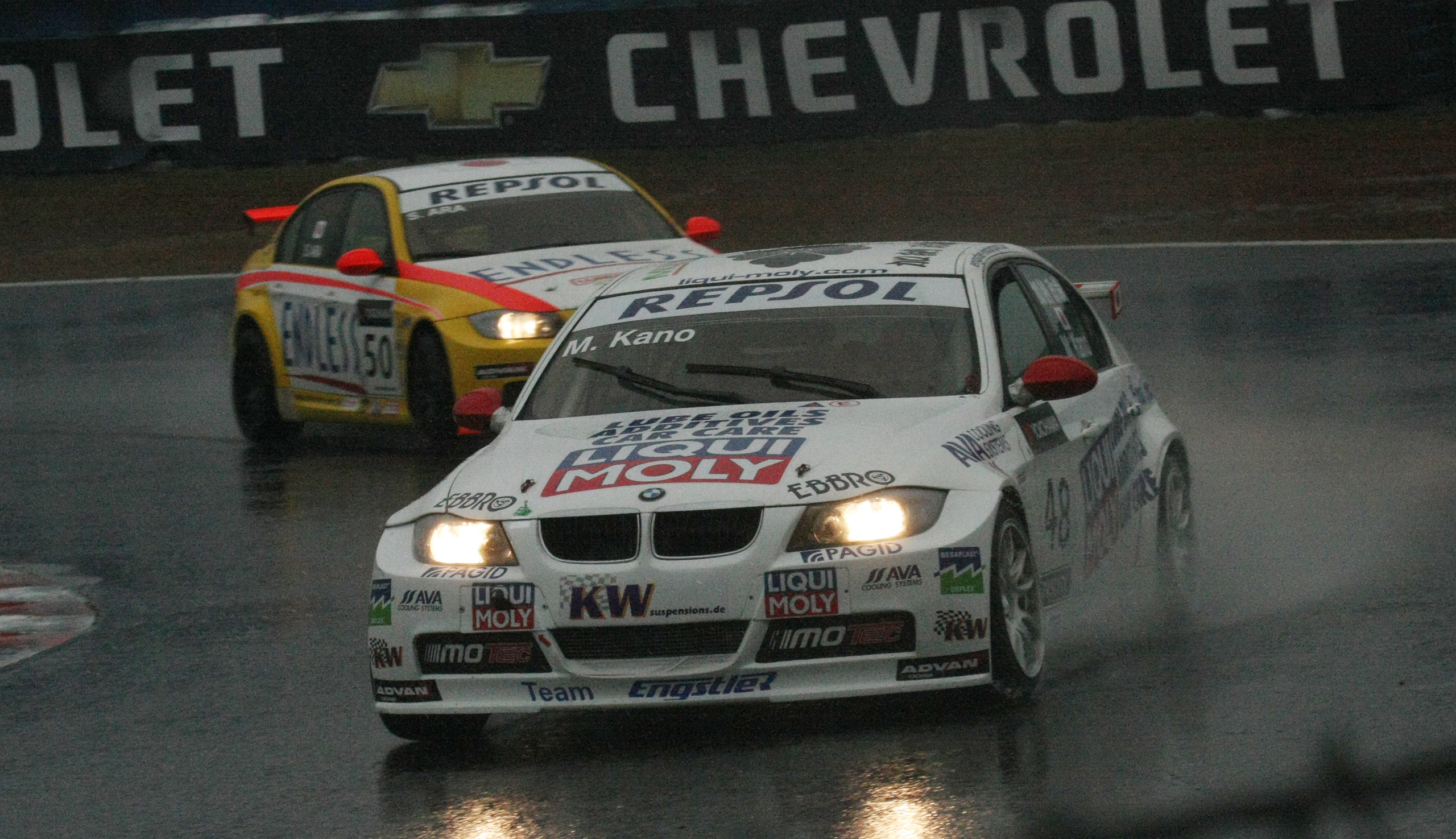
Masaki Kano op het Okayama International Circuit in 2009.

Masaki Kano (Japans: 加納 政樹) (Hyogo, 4 februari 1976) is een Japans autocoureur.

## Carrière
Tussen 1991 en 1994 reed Kano in het karting. In 1995 ging hij naar de Winfield Racing School in Frankrijk.
Kano eindigde in 2006 als negende in de Japanse Super Taikyu Series. In 2007 werd hij tweede achter Fariqe Hairuman en winnaar in de tweede divisie in het Asian Touring Car Championship, waarin hij een BMW 320i reed voor het team Engstler Motorsport. Dat jaar werd hij ook derde in de Super Taikyu Series. In 2008 eindigde hij derde in het ATCC.
In 2008 maakte Kano zijn debuut in het World Touring Car Championship voor Engstler Motorsport op het Okayama International Circuit, waarna hij ook deelnam in de ronde op het Circuito da Guia. In 2009, 2011 en 2012 keerde Kano terug bij Engstler voor zijn thuisrace, vanaf 2011 gehouden op het Suzuka International Racing Course. In 2010 reed hij ook voor Engstler op het Circuito da Guia. In 2013 reed hij opnieuw in zijn thuisrace als invaller voor zijn zieke teambaas Franz Engstler. Zijn beste WTCC-resultaat is een twaalfde plaats in de eerste race in Japan in 2011.